# Härsvattnet
Härsvattnet är en sjö i Töreboda kommun i Västergötland och ingår i Motala ströms huvudavrinningsområde. Sjön har en area på 0,0575 kvadratkilometer och ligger 129,3 meter över havet.